# Willi Padge
Willi Padge (* 4. Oktober 1943 in Mölln; † 17. September 2023 in Stahle) war ein deutscher Ruderer. Er gewann 1960 in Rom olympisches Gold.

## Leben
Willi Padge startete für den Ratzeburger Ruderclub. 1958 saß er als Steuermann im von Trainer Karl Adam neu formierten Achter und gewann bei den deutschen Meisterschaften. 1959 bildete Adam einen Achter aus Ruderern seines Ratzeburger Ruderclub und von ATV Ditmarsia Kiel. Diese Renngemeinschaft wurde Deutscher Meister in der Besetzung Klaus Bittner, Karl-Heinz Hopp, Hans Lenk, Manfred Rulffs, Frank Schepke, Kraft Schepke, Walter Schröder und Karl-Heinrich von Groddeck mit Padge als Steuermann. Kurz darauf siegte der Achter auch bei den Europameisterschaften 1959. Das Medienecho auf diesen Sieg des Deutschland-Achters war enorm, das Boot wurde zur Mannschaft des Jahres gewählt.
Zusammen mit dem Deutschland-Achter erhielt er am 9. Dezember 1960 das Silberne Lorbeerblatt.
1960 gewann der Achter bei den deutschen Meisterschaften und qualifizierte sich bei der gesamtdeutschen Olympiaausscheidung auch für die Olympischen Spiele. Bei den olympischen Regatten auf dem Albaner See siegte der Achter in seinem Vorlauf und gewann auch im Finale in einer Zeit von 5:57,18 Minuten vor dem Boot aus Kanada. Erneut wurden die neun Sportler als Mannschaft des Jahres ausgezeichnet.
Er verstarb am 17. September 2023.